# Ron Wilson
Ronald Lawrence Wilson, född 28 maj 1955 i Windsor, Ontario, är en amerikansk-kanadensisk ishockeytränare och före detta professionell ishockeyspelare. Ron Wilson var huvudtränare för det kanadensiska ishockeylaget Toronto Maple Leafs i NHL 2008. Han har tidigare varit tränare för Mighty Ducks of Anaheim (1993-1997), Washington Capitals (1997-2002) och San Jose Sharks (2002-2008).
Under Wilsons spelarkarriär spelade han i NHL i drygt sju säsonger. Tre med Toronto Maple Leafs (1977-1980) och tre och en halv med Minnesota North Stars (1984-1988). Däremellan så spelade han i Schweiz för EHC Kloten och HC Davos. 